# Nanorred
Una nanorred o red a nanoescala es un conjunto de nanomáquinas interconectadas (máquinas de unos pocos cientos de nanómetros o unos pocos micrómetros de tamaño), capaces cada una de realizar solo tareas simples como  computar, guardar datos,  detectar o  actuar.
Las nanorredes extienden las capacidades de las nanomáquinas, tanto en términos de rango de operaciones como de su complejidad, al facilitar que las nanomáquinas puedan coordinarse, compartir información o fusionarla. Así mismo permiten la aplicación de nanotecnología en campos como biomedicina, estudios  ambientales, tecnología militar e industrial. El protocolo IEEE P1906.1 define las comunicaciones en nanoescala.

## Posibilidades de comunicación
Los paradigmas de comunicación clásicos deben revisarse para su aplicación a nanoescala. Las dos opciones principales son la comunicación electromagnética y la comunicación molecular.

### Comunicación electromagnética
Se le define como transmisión y recepción de radiación electromagnética entre componentes basados en nuevos nanomateriales. Los avances recientes en electrónica molecular con el carbono han abierto la puerta a una nueva generación de componentes electrónicos a nanoescala, tales como nanobaterías, sistemas de recogida de energía en nanoescala, nanomemorias, circuitos lógicos en nanoescala e incluso nanoantenas.
Desde la perspectiva de la comunicación, las propiedades únicas observadas en los nanomateriales serán las que determinen la anchura de banda adecuada para la emisión de radiación electromagnética, los rangos temporales o la potencia de la señal emitida.
De manera experimental se ha demostrado que es posible recibir y  demodular una onda electromagnética por medio de una nanorradio —un nanotubo de carbono resonando electromecánicamente capaz de decodificar  una onda con amplitud o frecuencia moduladas—. También se han analizado nanoantenas basadas en el grafeno como potenciales emisores de radiación electromagnética en la banda de los teraherzios.

### Comunicación molecular
La comunicación molecular permite enviar información a través de moléculas u otras partículas a escala de nanómetros a micrómetros. Se refiere a la comunicación entre partículas biológicas o dispositivos diminutos que llevan información a cortas distancias en medios acuosos o gaseosos, consiste en la emisión y recepción de señales de información mediante moléculas biológicas, bio-sintéticas o nano-máquinas. La CM posee limitaciones como: degradación de las partículas en el medio acuoso durante la propagación y retardo de la señal de información recibida debido al movimiento browniano de las partículas. 
El sistema CM contiene tres componentes: transmisor, receptor y canal. 
Transmisor: El transmisor provee la energía necesaria para la generación y almacenaje de partículas y, procesa y controla la cantidad, tipo o concentración de las partículas involucradas. Este involucra un mecanismo de emisión de las partículas al medio cuando la unidad de control le indica el tiempo de su liberación y a su vez realiza la codificación y modulación seleccionada.
Canal: es un ambiente acuoso o gaseoso donde las partículas diminutas se propagan. Los mecanismos de propagación propuestos son: difusión libre, difusión por el primer golpe, propagación asistida en flujo, propagación asistida por bacterias, propagación neuroquímica, kinesinas sobre microtúbulos, motilidad de microtúbulos sobre kinesinas estacionarias, propagación a través de la unión de brechas, propagación mediante el uso de motores moleculares, entre otros. 
Los mecanismos de propagación son clasificados por su arquitectura:
• Arquitecturas basadas en el caminar sobre una vía específica a través de sustancias portadoras.
• Arquitecturas basadas en el flujo en donde las moléculas viajan por difusión sobre un fluido que es predecible en flujo y turbulencia. 
• Arquitecturas basadas en difusión en donde las moléculas se propagan a través de su movimiento natural espontáneo de difusión pero que es afectado por turbulencias en el fluido en el que se desplazan. 
Receptor: contiene sensores o detectores que pueden medir la presencia o ausencia de información en las partículas que recibe y, corrección y detección de errores por el retardo de turbulencia o el choque de las partículas. 
Tipos de Modulación
Para la propagación de moléculas o partículas de información existen diferentes técnicas de modulación, pueden ser empleadas para el mapeo o representación gráfica entre la molécula en el receptor y el símbolo recibido, este puede ser modulado tomando en cuenta las propiedades de la molécula mensajera que llega al receptor para formar o reconstruir la señal de información. Tipos de modulaciones:
• Modulación por Desplazamiento de Concentración (CSK): consiste en la emisión de un número de moléculas de un mismo tipo que conllevan la información. En CSK la concentración de la molécula recibida representa la amplitud de la señal, esta puede ser afectada por interferencia entre símbolos debido a los excedentes de moléculas anteriores, retardos en la llegada de las partículas de información y/o reacciones químicas que cambian los niveles de concentración. 
• Modulación por Desplazamiento de Molécula (MoSK): técnica en la que se emiten diferentes tipos de moléculas que representan la información, la emisión o liberación de las mismas depende del símbolo a enviar y la detección en el receptor de la concentración en un intervalo específico. 
• Modulación Basada en el Radio Molecular: técnica basada en el radio molecular utilizando isómeros como partículas de información, específicamente aldohexosas. La información se codifica utilizando el radio de las moléculas mensajeras, en su esquema más simple requiere el uso de 2 tipos de moléculas.
• Modulación por tiempo transcurrido (Time-Elapse Communication): esquema para sistemas de propagación muy lento. 
Capacidad del Canal
En un canal de sistema de comunicación con ruido las variables para medir su rendimiento son: la tasa de información alcanzable que se refiere a la medida teórica de cuantos bits como máximo pueden ser transmitidos por el canal en un tiempo determinado y la capacidad del canal que es la tasa máxima alcanzable de información en bits que puede ser transferido por este.
Aplicaciones y modelado de Sistemas de CM
Aplicaciones:
• Salud: administración dirigida de fármacos, liberación de medicación adaptativa, monitoreo de salud mediante la identificación de sustancias tóxicas, medicina regenerativa para la reconstrucción de tejidos u órganos dañados, ingeniería genética mediante manipulación genética.
• Aplicaciones Ambientales: monitoreo ambiental para detección de toxinas o contaminantes, degradación de materiales no deseados o contaminantes, detección de reacciones químicas contaminantes por residuos no deseados. 
• Manufactura: control de calidad mediante la identificación de defectos en los productos, construcción precisa de componentes, integrar nano redes en nuevos productos. 
• Otras: monitoreo de infraestructuras, estudio y control del comportamiento de animales y plantas, uso de nanorrobot para múltiples áreas. 
Ventajas de la Comunicación Molecular:
• Factibilidad: sistema sencillo de implementar en corto plazo.
• Escala: tamaño apropiado para utilizar nano-máquinas. 
• Bio-compatibilidad: integración con sistemas vivos.
• Eficiencia energética: reacciones bioquímicas de alta eficiencia. 
Desventajas de la Comunicación Molecular:
• Aleatoriedad: propagación aleatoria de las moléculas.
• Retardo: los tiempos de propagación son muy largos comparados con la velocidad de la luz. 
• Alcance o cobertura: algunas técnicas tienen rangos prácticos y cortos.
• Fragilidad: los componentes biológicos pueden ser sensitivos a su ambiente.
```
Herramientas de Simulación
```

La comunicación molecular requiere de equipos de alta tecnología y de un alto grado de precisión a escala nano con herramientas de modelado biológico-ingenieril con características reales a micro-nano escala para modelar y verificar u analizar el rendimiento de los avances planteados antes de la experimentación.
Entre los simuladores más relevantes encontramos: 
• dMCS: simulador de comunicación molecular distribuido basado en arquitectura de alto nivel.
• NanoNs: es un simulador de nano redes moleculares el cual fue creado basado en el simulador de redes ns-2.
• N3Sim: simulador para sistemas de comunicación molecular que permite evaluar el rendimiento bajo un nivel de concentración específico con múltiples transmisores y receptores. 
• MUCIN: simulador basado en MATLAB de sistemas de CM de extremo a extremo que utilizan sistemas de propagación por difusión del primer golpe. 
• BNSim: simulador para sistemas de CM entre bacterias de código abierto, paralelo, estocástico, y la plataforma de modelado multi-escala que integra diversos algoritmos de simulación, junto con circuitos genéticos y modelos vía quimio tácticos en un entorno 3D complejo.